# Monaco-Trossi
Monaco-Trossi (tudi Trossi-Monaco) je revolucionaren dirkalnik dirk za Veliko nagrado privatne izdelave, ki sta ga leta 1935 izdelala Augusto Monaco in Carlo Felice Trossi. Izdelan je bil en primerek, po testiranju pa se je izkazalo, da je zaradi izrazitega podkrmarjenja prenevaren za dirke. 
Motor, ki je bil nameščen spredaj, je bil iz osmih blokov, razporejenih okrog osrednje zgorevalne komore. Vsak od osmih blokov je imel dva cilindra in bata ter povezavo s komoro. V zadnjih cilindrih so bile vbrizgalne šobe, v sprednjih pa izpušne. Tridelna zgorevalna komora je bila v ohišju iz durala. Gredi so bile iz letalskega rotacijskega motorja, glavna gred je bila povezana s sedmimi ostalimi gredmi v vsaki vrsti. Za motorjem sta bila dva Zollerjeva superkompresorja s pritiskom 0,67 atmosfere, opremljena z Xenithovima uplinjačema. Izpušni plini so bili speljali v štiricevni zbiralnik pred motorjem, iz katerega sta bili pod dirkalnikom speljali dve dolgi izpušni cevi. Šasija je bila revolucionarna letalska sestavljena konstrukcija iz 4-centimetrskih cevi iz jekla z dodanim magnezijem in molibdenom. Dirkalnik je bil opremljen s samostojnimi hidravličnimi zavornimi bobni. 
Giulio Aymini in Trossi sta dirkalnik testirala poleti leta 1935 na dirkališču Autodromo Nazionale Monza, dirkalnik pa je bil prijavljen tudi na dirki za Veliko nagrado Italije. Toda zaradi izrazitega podkrmarjenja, zaradi razporeditve teže v razmerju 3:1 glede na prednji in zadnji del dirkalnika, se je izkazal za preveč nevarnega za dirke. Ob tem so se pojavile še težave s hlajenjem motorja in pogosto uničevanje svečk. Zato na dirki Trossi ni štartal, projekt pa je bil opuščen. 
Contessa Lisetta, vdova po Trossiju, je dirkalnik podarila torinskem Museo dell'Automobile, kjer je še vedno na ogled.   